# Washington Sheffield
Washington Wentworth Sheffield (ur. 23 kwietnia 1827 r. w North Stonington, zm. 1897 r. w New London) – amerykański stomatolog, przedsiębiorca i wynalazca, stworzył mostek dentystyczny, pastę do zębów z wyciągiem z mięty i jako pierwszy sprzedawał pastę do zębów w tubkach.

## Życiorys
Urodzony 23 kwietnia 1827 r. w North Stonington w stanie Connecticut jako trzecie z ośmiu dzieci pastora Johna Sheffielda i Elizy Sheffield. Dorastał i chodził do szkoły w rodzinnej miejscowości. Po ukończeniu nauki w college'u dentystycznym podjął pracę u dr. J.A.G. Comstocka z New London (1850 r.). Następnie krótko praktykował w Nowym Jorku u dr. Charlesa Allena i dr. H.D. Portera, po czym w 1852 r. powrócił do New London. Wykorzystując swoje kwalifikacje stomatologa i posiadaną wiedzę chemiczną w 1850 r. opracował nowoczesną pastę do zębów, co umożliwiło klientom rezygnację ze stosowanych wcześniej proszków. W tym samym roku założył firmę Sheffield Dentifrice Company, w której sprzedawał także opracowany przez siebie środek, który miał m.in. usuwać kamień nazębny. Rosnący popyt skłonił go do zorganizowania masowej produkcji.
Jego kolejną innowacją była sprzedaż pasty do zębów w tubce. Pod koniec XIX w. na rynku był duży wybór past do zębów, pakowane one były jednak w słoiki, z których korzystały często całe rodziny. W tym czasie syn Sheffielda przebywał w Paryżu, gdzie spostrzegł, że artyści używali farb i tuszy wyciskanych z ołowianych, łatwych do zgniatania tubek. Przekazał on swoje obserwacje ojcu, który wkrótce potem, w 1892 r., zaczął produkować i sprzedawać pierwszą pastę do zębów w tubce z blachy. Sheffield wyposażył fabrykę w maszyny do zadrukowywania i tłoczenia oznaczeń na tubkach, a także do wytwarzania pudełek, w które były pakowane. Jego wyroby imitowała m.in. fabryka Samuela Colgate'a. Sheffield uzyskał również patent na mostek dentystyczny i pastę do zębów z wyciągiem z mięty.
Ten pomysł rozwinęli jego dwaj wnukowie, którzy założyli w 1911 r. New England Collapsible Tube Company, która zajmowała się wyłącznie produkcją tubek i stała się największą ich wytwórnią w Stanach Zjednoczonych. Firma Sheffielda z czasem zmieniła nazwę na Sheffield Pharmaceuticals.
Żonaty z Harriet P. Browne z Providence, para miała jednego syna (ur. 1854 r.). Lucius Tracy Sheffield także został dentystą, kończąc American Academy of Dental Medicine na Harvard Medical School.